# Halâskârgazi Caddesi
Halâskârgazi Caddesi è un viale situato nel distretto di Şişli, a Istanbul, in Turchia.  Esso è lungo circa 1,3 km,  parte dall'incrocio di Harbiye e si estende fino alla Moschea di Şişli. Il viale ospita centri d'affari, banche, bazar, musei e ristoranti. Su questa strada si trova anche Il Teatro Kenter.
L'intera strada oggi si estende da Piazza Taksim fino alla facciata della Moschea di Şişli; il tratto da Taksim ad Harbiye si chiama Cumhuriyet Caddesi, e dall'incrocio con Harbiye alla Moschea di Şişli si chiama Halâskârgazi Caddesi, mentre prima della Repubblica era chiamato Şehit Muhtar Bey Caddesi. Questo nome fu dato alla strada in memoria di Muhtar Bey, che morì vicino a Taksim durante l'Incidente del 31 marzo 1909.

## Storia
Negli anni in cui Istanbul era sotto occupazione, Mustafa Kemal Atatürk affittò una casa in questa strada e si stabilì qui con la madre e la sorella. In questo periodo, la casa di Atatürk visse giorni molto attivi. Nel 1927, il nome della strada, che all'epoca si chiamava Şişli Caddesi, fu cambiato in Halaskârgazi in riferimento ad Atatürk, combinando le parole Halâskâr che significa "Salvatore" e Gazi, "veterano".
Il 19 gennaio 2007, il giornalista turco-armeno Hrant Dink è stato assassinato davanti al palazzo di appartamenti Sebat, situato in questa strada.

## Trasporti
Oltre che con numerose linee di autobus, il viale è raggiungibile tramite la stazione di Osmanbey della Linea M2 della Metropolitana di Istanbul.